# Dicranella canariensis
Dicranella canariensis är en bladmossart som beskrevs av Niels Bryhn 1908. Dicranella canariensis ingår i släktet jordmossor, och familjen Dicranaceae. Inga underarter finns listade i Catalogue of Life.